# Osteosema discata
Osteosema discata är en fjärilsart som beskrevs av W. Warren 1897. Osteosema discata ingår i släktet Osteosema och familjen mätare. Inga underarter finns listade i Catalogue of Life.